# Battaglia di Mansura (1250)
La battaglia di Mansura si svolse presso la città di Mansura in Egitto durante la settima crociata l'8 febbraio del 1250 e vide contrapposti i crociati, guidati dal re di Francia Luigi IX alle truppe del comandante mamelucco Baybars e dell'emiro ayyubide Fakhr al-Dīn ibn al-Shaykh.

## Storia

Il delta del Nilo

A metà del 1249 la flotta crociata sbarcò a Damietta, sul delta del Nilo. Nei pressi si ergeva la città di Mansura, allora capitanata da un promettente ufficiale mamelucco, Baybars. Superate le deboli difese di Damietta, i crociati si bloccarono davanti a Mansura, rifiutando sdegnosamente un'accomodante proposta del sultano ayyubide di scambiare l'importante porto di Damietta con Gerusalemme (che per i musulmani, all'epoca, non rivestiva soverchia importanza e che, comunque, gli Ayyubidi pensavano, o speravano, di poter riconquistare in un futuro non troppo lontano).
L'ambizioso sovrano francese urtò però contro le imprendibili mura di Mansura e le inusuali capacità di resistenza di Baybars, che sperava - come infatti avvenne - di ricevere rinforzi determinanti dall'emiro ayyubide Fakhr al-Dīn ibn al-Shaykh. Questi, impegnato in Siria contro gli Ospedalieri ad ʿAsqalān (Ascalona), dopo avere sconfitto i suoi esigui avversari giunse nel delta del Nilo e, accerchiate a sua volta le forze crociate, ne impose la resa.
L'8 febbraio 1250 un beduino indicò ai crociati dove potevano oltrepassare il Nilo, così Guillaume de Sonnac, Roberto I d'Artois e Guglielmo II Spadalunga, che comandava il contingente inglese, si lanciarono all'assalto dei musulmani senza l'aiuto dell'armata francese principale: presi di sorpresa, gli egiziani si ritirarono ripiegando rapidamente nella città. Roberto I allora si lanciò all'inseguimento anche se senza il resto delle forze francesi fu in inferiorità numerica, così secondo Matteo Paris, anche se contrario de Sonnac fu costretto a seguirlo con i suoi templari. I tre comandanti caricarono Mansura con uomini stanchi e senza rinforzi e rapidamente vennero completamente circondati. De Sonnac rifiutò la resa e i suoi cavalieri combatterono fino all'ultimo uomo. Il conte Spadalunga morì in combattimento così come Roberto I, de Sonnac invece riuscì a scappare, gravemente ferito con un solo occhio e con due soli cavalieri degli originali 280, fuori dalla città trovò però l'esercito francese che veniva in rinforzo, dopo che si fece dare le prime cure mediche tornò ad aiutare i suoi a respingere gli inseguitori musulmani.
Inutile fu un tentativo di resistenza di Luigi IX. Mentre la dissenteria prendeva a mietere vittime non minori dello scorbuto e del tifo, il sovrano francese - ammalatosi e curato da un valente medico arabo - fu addirittura catturato il 5 aprile 1250 insieme ai fratelli Carlo e Alfonso; venne liberato dalla moglie solo dopo il difficile pagamento di un riscatto di 800000 bisanti d'oro, che i Templari furono letteralmente obbligati ad anticipargli.
Re Luigi rimase in Terrasanta fino al 1254, dedicandosi al rafforzamento dei presidi d'oltremare ancora controllati dai cristiani.